# 謝里爾鎮區 (密蘇里州德克薩斯縣)
謝里爾鎮區（英語：Sherrill Township）是位於美國密蘇里州德克薩斯縣的一個行政鎮區。

## 地方資料
謝里爾鎮區的面積為276.45平方千米，當中陸地面積為276.30平方千米，而水域面積為0.15平方千米。根據2020年美國人口普查的數據，當地共有人口5306人，而人口密度為每平方千米19.19人。